# Refugio Ona
El refugio Ona es un refugio antártico argentino instalado y operado por el gobierno de la provincia de Tierra del Fuego, Antártida e Islas del Atlántico Sur. Inaugurado en 1995, se encuentra en la Costa Fallières en los glaciares aledaños a la Base San Martín, ubicada a 4,4 km al sudoeste.
La instalación del refugio formó parte del proyecto científico Perito Moreno, llevado a cabo bajo convenio firmado con el Instituto Antártico Argentino y la Universidad de Friburgo de Alemania, siendo el primer establecimiento fueguino en la Antártida, y construido y diseñado íntegramente en territorio de la isla Grande de Tierra del Fuego. La estructura ostenta el escudo de la provincia, y estudia el desplazamiento de los glaciares y la dinámica de las capas de nieve.
Posee capacidad para cuatro personas, víveres para 15 días, combustible, gas y botiquín de primeros auxilios.